# حسن ونعيمة (فلم)
حسن ونعيمة فيلم مصري من إنتاج عام 1959، من إنتاج شركة أفلام محمد عبد الوهاب قدم فيه عبد الرحمن الخميسي وجها جديدا ليلعب بطولة هذا الفيلم مع الوجه والمطرب الجديد محرم فؤاد والوجه الجديد سعاد حسني. وقصة الفيلم مأخوذة عن واقعة حقيقية لأحد المطربين الشعبيين الذي قتل بسبب حبه لفتاة في قرية مجاورة لقريته، وألقيت جثته في الترعة لتطفو وتنكشف الجريمة التي هزت أركان الدلتا في مصر. لا يزال منزل حسن المغنواتي موجوداً بالقرية (الدراكسة تابعة لمركز دكرنس سابقا ولمركز منية النصر حاليا). يسكن فيه اليوم أحفاد شقيقه لأن حسن لم يتزوج ولم ينجب. الفيلم من إخراج هنري بركات.

## قصة الفيلم
تدور أحداث الفيلم حول نعيمة ابنة الحاج متولي، الذي يسعى دائما لاقتناء الأرض والمال، والذي يطمع عطوة في الزواج منها لجمالها وثرائها، ولكنها ترفض لحبها لحسن المغنواتي، الذي يرفض والدها أن تتزوج منه لفقره، فتهرب نعيمة للزواج من حسن، وتتوالى الأحداث.

## بطولة

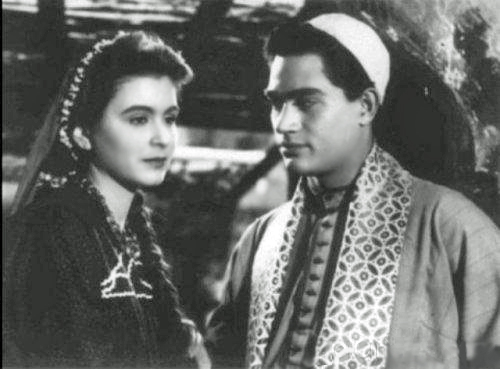
مشهد من الفيلم

- محرم فؤاد: (حسن)
- سعاد حسني: (نعيمة)
- محمود السباع: (عطوة)
- وداد حمدي: (فاطمة الدلالة)
- محمد توفيق: (ابن صبيحة)
- حسن البارودي: (عبد الحق)
- حسين عسر: (متولي)
- عبد العليم خطاب: (عبد الباسط)
- عبد الغني النجدي: (محمد الطبال)
- نعيمة وصفي: (والدة حسن)
- ليلى فهمي: (ما شالله)
- عايدة رزق: (مباركة)
- لطفي الحكيم: (العمدة)
- سعاد وهبي: (محاسن)
- أحمد زكي يكن: (غتوري)
- زكي عبد المجيد: (رمضان)
- حسين إسماعيل: (العريس)
- نعمت مختار: (راقصة)
- ببا إبراهيم: (راقصة)
- محمد طه: (الرواي)

## فريق العمل
- إخراج: هنري بركات
- قصة وسيناريو وحوار: عبد الرحمن الخميسي
- شارك في السيناريو: هنري بركات
- إنتاج: فيلم عبد الوهاب
- توزيع: فيلم عبد الوهاب
- مونتاج: كمال أبو العلا
- موسيقى تصويرية: محمد عبد الوهاب
- مدير التصوير: ألفيزي أورفانيللي
- أخذت المناظر في ستوديو ناصيبيان
- تم الطبع والتحميض في ستوديو ناصيبيان

## الأغاني
- كلمات: مرسي جميل عزيز
- ألحان: محمد الموجي
- أغنية حسن ونعيمة كلمات وألحان: عبد الرحمن الخميسي

## وصلات خارجية
- مقالات تستعمل روابط فنية بلا صلة مع ويكي بيانات
- صفحة الفيلم في قاعدة بيانات الأفلام العربية
- IMDb